# Бехарано, Хосе Мануэль
Хосе Мануэль Бехарано Карвахаль (исп. José Manuel Bejarano Carvajal; род. 1 апреля 1956, Ла-Пас) — боливийский горнолыжник. Участник зимних Олимпийских игр 1984, 1988 и 1992 годов.

## Биография
Хосе Мануэль Бехарано родился 1 апреля 1956 года в боливийском городе Ла-Пас.
В 1984 году вошёл в состав сборной Боливии на зимних Олимпийских играх в Сараево. В гигантском слаломе занял последнее, 76-е место, показав по сумме двух заездов результат 4 минуты 33,96 секунды и уступив 1 минуту 52,78 секунды завоевавшему золото Максу Жюлену из Швейцарии.
В 1988 году вошёл в состав сборной Боливии на зимних Олимпийских играх в Калгари. В гигантском слаломе показа в первом заезде 79-й результат, а во втором не стартовал.
В 1992 году вошёл в состав сборной Боливии на зимних Олимпийских играх в Альбервиле. В слаломе занял 59-е место, показав по сумме двух заездов результат 2.54,68 и уступив 1 минуту 10,29 секунды завоевавшему золото Финну Кристиану Ягге из Норвегии. В гигантском слаломе занял 89-е место, показав по сумме двух заездов результат 3.27,35 и уступив 1 минуту 20,37 секунды выигравшему золото Альберто Томбе из Италии.